# Triumfetta cymosa
Triumfetta cymosa är en malvaväxtart som beskrevs av José Jéronimo Triana och Planch.. Triumfetta cymosa ingår i släktet triumfettor, och familjen malvaväxter. Inga underarter finns listade i Catalogue of Life.